# Wolfgang Edenhofer
Wolfgang Edenhofer (* 10. August 1940; † 6. August 2011 in München) war ein deutscher Jurist.

## Werdegang
Edenhofer, geboren als Sohn eines Justizoberamtmanns, begann seine richterliche Laufbahn 1968 als Gerichtsassessor und anschließend als Landgerichtsrat beim Landgericht München I. 1978 wurde er zum Richter am Oberlandesgericht München ernannt. Weitere Stationen seiner Karriere waren die Vizepräsidentschaft des Amtsgerichts München ab 1984 und die Beförderung zum Vizepräsidenten des Oberlandesgerichts München. Von 1996 bis zu seiner Pensionierung 2002 war Edenhofer Präsident des Amtsgerichts München. Von 1993 bis 2002 war er auch berufsrichterliches Mitglied des Bayerischen Verfassungsgerichtshofs.
Wolfgang Edenhofer kommentierte 29 Jahre lang bis 2010 das Erbrecht des Bürgerlichen Gesetzbuchs im Palandt.
Ab 1959 war er Mitglied der katholischen Studentenverbindung KDStV Rheno-Franconia München.